# 葭沚街道
葭沚街道，中国浙江省台州市椒江市下辖的一个街道。

## 辖区
该街道辖有：	中山社区、桔园社区、星洲社区、江边社区、东平社区、栅浦社区、东升居委会五洲村、星光村、星明村、繁荣村、富强村、乌石村、三山村、上洋村、建库村、高坎村、水门村、永宁村、红星村、东方村、平桥村、东京村、东山头村、南洋村、锦扇桥村、东上洋村、东庄村、下陈坝村、方桥村、井马村、前村、中村、前进村、后村、上北山村、下北山村、金洋村、上马后大村、上马前大村、花泾村、白岳村、栅桥村、枧头村、后许村、平桥石村、尚澄村、董家洋村、马庄村、